# Мошчни
Мошчни, раније Лавансари (рус. Мощный, Лавансаари; фин. Lavansaari; швед. Lövskär) ненасељено је руско острво у источном делу акваторије Финског залива Балтичког мора. Острво се налази на око 130 километара западно од Санкт Петербурга, 90 километара југозападно од града Виборга, те 40 км источно од острва Гогланда и административно припада Кингисепшком рејону Лењинградске области. На око 25 километара југоисточно од острва налази се Кургаљско полуострво.
Острво је састављено из два дела међусобно спојена уском пешчаном превлаком ширине око 300 метара. Оба дела острва су доста ниска и са јако разуђеним обалама и обрасла густим боровим шумама. У јужном делу острва налази се веће језеро јако богато рибом, посебно смуђем, црвенперком и штуком. Укупна површина острва је 13,4 км².
На острву се налазе три светионика и хелиодром.
Иако је острво данас ненасељено (уз изузетак техничког особља у радио бази), у прошлости ту је живела значајнија популација Карела, а највећи број становника регистрован је 1923. године, када је на острву живело 1.338 становника.